# Епархия Мадзара-дель-Валло
Епархия Мадзаро-дель-Валло (лат. Dioecesis Mazariensis, итал. Diocesi di Mazara del Vallo) – епархия Римско-католической церкви, в составе митрополии Палермо, входящей в церковную область Сицилии. В настоящее время епархией управляет епископ Анджело Джурданелла. Почетные епископы – Эмануэле Катариниккья и Доменико Могаверо.
Адрес епархии: Piazza della Repubblica 6, 91026 Mazara del Vallo [Trapani], Italia.

## Территория
В юрисдикцию епархии входят 77 приходов в 13 коммунах Сицилии: все в провинции Трапани — Мадзара-дель-Валло, Марсала, Петрозино, Кампобелло-ди-Мадзара, Кастельветрано, Салеми, Вита, Партанна, Санта-Нинфа, Джибеллина, Салапарута, Поджореале и Пантеллерия.
Кафедра епископа находится в городе Мадзара-дель-Валло в церкви Святейшего Спасителя.

## История
Кафедра Мадзара-дель-Валло, одна из древнейших на Сицилии, была основана в 1093 году при господстве на острове норманнов, по прошению «великого графа» Руджеро д'Aльтавиллa, вскоре после освобождения Сицилии от арабского владычества.
Первоначально территория епархии включала земли вплоть до устья реки Беличе, в непосредственной близости от столицы, города Палермо.
Первым епископом на кафедре был поставлен Стефано (Этьен) Ферро из Руана (1093 — 1142), родственник «великого графа», монах-бенедиктинец из Аббатства Святого Евфимия в Калабрии, обустроивший несколько бенедиктинских монастырей (женских и мужских).
В 1584 году была открыта епархиальная семинария.
В 1797 году в епархии было явлено чудо от образа Богоматери Райской – Мадонна дель Парадизо, свидетелями которого стали епископ, духовенство и прихожане, видевшие, как у Богоматери неоднократно оживали на образе глаза и менялся взгляд. После признания чуда, последовавшим за ним каноническим процессом, в 1803 году образ был коронован.
В мае 1844 года, в связи с основанием на Сицилии новой епархии Трапани, к ней отошла часть территории епархии Мадзара-дель-Валле, ещё несколько приходов отошли архиепархии Монреале.
24 сентября 1950 года к епархии Трапани отошли также приходы в коммунах Алькамо, Кастелламмаре-дель-Гольфо и Калатафими. Приходы же острова Пантеллерия были возвращены под юрисдикцию епархии Мадзара-дель-Валло.
В 1993 году, в 900-летие епархии, Мадзара-дель-Валло посетил Папа Иоанн Павел II. В память об этом событии временный епископ Эмануэле Катариниккья поставил перед собором колонну, сохранившуюся от древней норманнской церкви, с надписью на пьедестале.

## Ординарии епархии
| - Стефано Ферро из Руана (1093 — 1142); - Умберто или Оберто (1144 — 1155); - Тустино (1156 — 1180); - Маттео (1186); - Лоренцо (1188); - Неизвестный по имени (1193); - Неизвестный по имени (1198 — 1199); - Пьетро (1200 — 1201); - Неизвестный по имени (1208); - Неизвестный по имени (1215); - Джулиано (1220 — 1226); - Джованни (1239 — 1245); - Бенвенуто (1246 — 1254); - Николо (1256 — 1270); - Джованни Де Ферро (1271 — 1283); - Гульельмо (1283 — 1288); - Джованни (1300); - Фулько или Фульконе; - Гоффредо Де Рончони (1305 — 1313); - Пеллегрино Де Пактис (1317 — 1325); - Пьетро Рогато (Рауна или Рагона) (1326 — 1330); - Феррер Де Абелла (28.9.1330 — 1334) — доминиканец; - Угоне даль Вик или да Виченца (1334 — 1342) — доминиканец; - Бернардо (1342 — 1346); - Раймондо Де Монтекатено (1347 — 1349); - Гульельмо Монстрио (1349 — 1356); - Грегорио (1357 — 1362); - Франческо Ди Катания (1362 — 1363); - Руджеро Да Пьяцца (1363 — 1383) — францисканец; - Франческо Де Реньо (1386 — 1388) — францисканец; - Франческо (1388 - 1391) — доминиканец; - Франческо Витале или Де Виталис (1391 — 1413); - Джованни Де Роза (1415 — 1448); - Джованни Бессарионе (28.3.1449 — 25.10.1458) — апостольский администратор; - Джованни Бурджо (25.10.1458 — 16.11.1467) — назначен архиепископом Палермо; - Паоло Висконти (16.11.1467 — 6.9.1469) — кармелит, назначен архиепископом Палермо; - Джованни Монтаперто-Кьярамонте (6.9.1469 — 1484); - Джованни Кастриото (15.3.1486 — 1503); - Джованни Вилламарино (1503 — 1525); - Джованни Д'Aрагонa (1525); - Агостино Де Франчиско (1525 — 1526); - Джироламо Де Франчиско (1526 — 1530); | - Джованни Омодеи (1530 — 1542); - Джироламо Термине или Де Терминис (1543 — 1561); - Джакомо Ломеллино Дель Кампо (1562 — 10.1.1571) — назначен архиепископом Палермо; - Хуан Бельтран де Гевара (24.9.1571 — 16.1.1573); - Антонио Ломбардо (1573 — 1579) — назначен архиепископом Агридженто; - Бернардо Гаско (30.3.1579 — 14.8.1586); - Лючано Россо или Де Рубейс (23.1.1589 — 28.10.1602); - Джованни Де Гантес (28.4.1604 — 24.9.1605); - Марко Ля Кава (5.11.1605 — 5.8.1626); - Sede vacante (1626 — 1630); - Франчиско Санчес Виллануэва-и-Вега (23.9.1630 — 9.7.1635) — назначен архиепископом Канарских островов; - Джованни Доменико Спинола (1.12.1636 — 11.8.1646); - Диего Реквесенс (1647 — 1650); - Карло Импеллиццери (1650 — 1654); - Хуан Лосано (29.5. 1656 — 4.2.1669) — августинец, назначен архиепископом Палермо; - Джузеппе Чигала (1670 — 1678); - Sede vacante (1678 — 1681); - Карло Реджо (1681 — 1683); - Франческо Мария Граффео (1685 — 1695); - Бартоломео Кастелли (18.11.1695 — 1730) — театинец; - Алессандро Капуто (21.5.1731 — 1741) — кармелит; - Джузеппе Стелла (9.7.1742 — 7.9.1758); - Джироламо Палермо (4.4.1759 — 1765) — театинец; - Микеле Скаво (6.8.1766 — 1771); - Угоне Папе ди Вальдина (14.12.1772 — 1791); - Орацио Делла Торре (3.12.1792 — 21.12.1811); - Sede vacante (1811 — 1816); - Эммануэле Кусто (23.9.1816 — 8.7.1829); - Sede vacante (1829 — 1832); - Луиджи Скалабрини (17.12.1832 — 1842); - Sede vacante (1842 — 1845); - Антонио Саломоне (20.1.1845 — 21.12.1857) — назначен архиепископом Салерно; - Кармело Валенти (27.9.1858 — 22.9.1882) — редемпторист; - Антонио Мария Заэли (22.9.1882 — 1900) — редемпторист; - Гаэтано Кваттрокки (15.6.1900 — 1903); - Никола Мария Аудино (22.6.1903 — 21.6.1933); - Сальваторе Балло Гверчо (18.9.1933 — 8.8.1949); - Джоаккино Ди Лео (5.7.1950 — 8.10.1963); - Джузеппе Манкузо (26.12.1963 — 21.3.1977); - Костантино Трапани (21.3.1977 — 1987) — францисканец; - Эмануэле Катариниккья (7.12.1987 — 15.11.2002); - Калогеро Ла Пьяна (15.11.2002 — 18.11.2006) — салезианец, назначен архиепископом Мессина-Липари-Санта-Лючия-дель-Мела; - Доменико Могаверо (с 22.02.2007 года — 29.07.2022). - Анджело Джурданелла (с 15 октября 2022 - по настоящее время) |  |

## Статистика
На конец 2006 года из 235 600 человек, проживающих на территории епархии, католиками являлись 220 906 человек, что соответствует 93,8% от общего числа населения епархии.
| год  | население | население | население | священники | священники        | священники         | священники                           | постоянные диаконы | монахи  | монахи  | приходы |
| год  | католики  | всего     | %         | всего      | белое духовенство | черное духовенство | число католиков на одного священника | постоянные диаконы | мужчины | женщины | приходы |
| ---- | --------- | --------- | --------- | ---------- | ----------------- | ------------------ | ------------------------------------ | ------------------ | ------- | ------- | ------- |
| 1950 | 275.800   | 275.800   | 100,0     | 223        | 189               | 34                 | 1.236                                |                    | 42      | 314     | 58      |
| 1970 | 226.183   | 227.183   | 99,6      | 140        | 120               | 20                 | 1.615                                |                    | 29      | 226     | 56      |
| 1980 | 229.700   | 236.900   | 97,0      | 114        | 80                | 34                 | 2.014                                |                    | 42      | 230     | 61      |
| 1990 | 222.723   | 231.562   | 96,2      | 103        | 68                | 35                 | 2.162                                |                    | 41      | 216     | 78      |
| 1999 | 223.358   | 234.693   | 95,2      | 100        | 70                | 30                 | 2.233                                |                    | 36      | 241     | 77      |
| 2000 | 223.124   | 233.951   | 95,4      | 101        | 71                | 30                 | 2.209                                |                    | 36      | 241     | 77      |
| 2001 | 223.250   | 234.592   | 95,2      | 100        | 72                | 28                 | 2.232                                |                    | 34      | 241     | 77      |
| 2002 | 223.025   | 234.295   | 95,2      | 95         | 71                | 24                 | 2.347                                |                    | 30      | 241     | 77      |
| 2003 | 222.965   | 233.592   | 95,5      | 96         | 73                | 23                 | 2.322                                |                    | 29      | 241     | 77      |
| 2004 | 220.659   | 233.706   | 94,4      | 95         | 70                | 25                 | 2.322                                |                    | 31      | 241     | 77      |
| 2005 | 221.096   | 235.409   | 93,9      | 94         | 68                | 26                 | 2.352                                |                    | 33      | 163     | 77      |
| 2006 | 220.906   | 235.600   | 93,8      | 94         | 66                | 28                 | 2.350                                |                    | 35      | 163     | 77      |